# ГЕС Ніва 2
ГЕС Ніва 2 — гідроелектростанція у Мурманській області Росії. Знаходячись між ГЕС Ніва 1 (26 МВт, вище по течії) та ГЕС Ніва 3, входить до складу каскаду на річці Ніва, яка впадає до Кандалакської затоки Білого моря.
У межах проекту річку на початку порогу Розбійник перекрили земляною греблею висотою 14 метрів та довжиною 549 метрів, до якої прилягає бетонна водоскидна секція довжиною 42 метри. Створений греблею підпір у 2,5 метра перетворив природне Пінозеро на водосховище з площею поверхні 17,6 км2 та об'ємом 79 млн м3 (корисний об'єм 43 млн м3). 
Зі сховища про правобережжю прокладено дериваційний канал довжиною 4,4 км, який на завершенні перекритий русловим машинним залом довжиною 58 метрів. У 1930-х роках тут змонтували чотири гідроагрегати, три з яких із початком радянсько-німецької війни демонтували та вивезли. Під час бойових дій станцію тричі атакувала німецька авіація (у вересні та грудні 1941-го і березні 1943-го), проте, незважаючи на отримані пошкодження, вона продовжувала експлуатуватись. При цьому у вересні 1942-го та березні 1944-го тут знов ввели в дію два повернені та повторно змонтовані гідроагрегати (четвертий запустили в 1946-му).
Гідроагрегати включають  турбіни типу Френсіс потужністю по 15 МВт, які використовують напір у 36 метрів та забезпечують виробництво 410 млн кВт-год електроенергії на рік.
Відпрацьована вода повертається у річку по відвідному каналу довжиною 0,13 км.
Видача продукції відбувається по ЛЕП, розрахованій на роботу під напругою 110 кВ.